# Imaginea unei funcții

Dacă f este o funcție definită pe X cu valori în Y, atunci ovalul galben din codomeniul Y reprezintă imaginea funcției f.

În matematică, imaginea unei funcții {\displaystyle f\colon X\to Y} este mulțimea formată din toate valorile pe care le lua funcția. Se poate nota {\displaystyle \mathrm {Im} (f)} sau {\displaystyle \operatorname {Im} _{f},} și este definită astfel:
{\displaystyle \operatorname {Im} (f)=\left\{y\in Y\;|\;\exists x\in X,\;f(x)=y\right\}}
Noțiunea de imagine a unei funcții {\displaystyle f\colon X\to Y} este diferită de noțiunea de codomeniu, care indică mulțimea în care f are valori prin definiție. Deci, {\displaystyle \mathrm {Im} (f)\subset Y} și incluziunea poate fi strictă. Dacă {\displaystyle \mathrm {Im} (f)=Y}, funcția f se numește surjectivă.